# Alpaida cuyabeno
Alpaida cuyabeno är en spindelart som beskrevs av Levi 1988. Alpaida cuyabeno ingår i släktet Alpaida och familjen hjulspindlar.
Artens utbredningsområde är Ecuador. Inga underarter finns listade i Catalogue of Life.